# 赵恭
赵恭（？—1368年），元朝真定晋州（今河北省晋州市）人。
赵恭官至中书管勾。明军入京城，其父趙弘毅自杀。赵恭与妻子诀别：“今皇帝北奔，我父子食禄，不能效尺寸之力，我父母已死，我何敢爱惜一死。”有人劝他说：“我们官小，为什么如此自苦。”赵恭叱道：“你不是我的同类人。古代忠义之人各尽自心，岂问职魏高低。”于是穿着公服北向再拜，自缢而死。其女赵官奴，十七岁，见父亲已死，大哭，邻家老妇人来，让她一起出去避难，她说：“我未嫁人，到哪里去避？”不听，说：“人生在世，百岁也须一死。”于是回到中堂，解衣带自缢而死。